# Charlie Atkinson
Pour les articles homonymes, voir Atkinson.
Pas d'image ? Cliquez ici

a Compétitions nationales et continentales officielles uniquement.

b Matchs officiels uniquement.
Dernière mise à jour le 21 juillet 2025.
Charlie Atkinson, né le 6 octobre 2001 à Basingstoke (Angleterre), est un joueur international anglais de rugby à XV jouant principalement au poste de demi d'ouverture à Gloucester Rugby.

## Biographie
Charlie Atkinson commence la pratique du rugby à XV au Oxford RFC à l'âge de cinq ans. Il joue aussi pour l'équipe d'Angleterre des moins de 18 ans puis rejoint les Wasps en 2020 pour une durée de trois ans.
En 2021, il fait partie de l'équipe d'Angleterre des moins de 20 ans qui remporte le Tournoi des Six Nations des moins de 20 ans en faisant le Grand Chelem.
L'année d'après, au mois de juin 2022, il est inclus dans l'équipe d'Angleterre senior pour un camp d'entraînement. Ensuite, à la suite du redressement judiciaire des Wasps en cours de saison 2022-2023, il rejoint les Leicester Tigers.
En pleine saison 2023-2024, au mois de décembre 2023, il s'engage à Gloucester Rugby avec effet immédiat. En février 2024, il marque quatre points avec l'Angleterre A (équipe d'Angleterre réserve) durant une victoire 91 à 5 contre le Portugal.
Au mois de novembre 2024, il est à nouveau sélectionné en équipe d'Angleterre A et affronte l'Australie A (en).
Au mois de juillet 2025, il connaît sa première cape internationale avec le XV de la Rose contre les États-Unis, inscrivant une transformation lors de la victoire 40 à 5 de son équipe,.